# ジョン・エサリッジ
ジョン・エサリッジ（John Etheridge, 1948年1月12日 - ）は、イングランド出身のミュージシャン、ギタリスト、ソングライター。
主にジャズ・ロックやプログレッシブ・ロックの分野で活動。特に「ソフト・マシーン」のメンバーとして知られている。

## 来歴
1972年末、ダリル・ウェイ（元カーヴド・エアのヴァイオリン奏者）等と共にダリル・ウェイズ・ウルフを結成し、3枚のアルバムを発表。その後、アラン・ホールズワースの推薦により、彼の後任としてプログレッシブ・ロック・バンド、ソフト・マシーンに加入する。1978年から数年間は、ステファン・グラッペリのサポート・ギタリストとして活動。以後、アンディ・サマーズやダニー・トンプソンらと共演。2000年代には、ソフト・マシーンの元メンバーによるバンド、ソフト・マシーン・レガシーで、主にライブを中心に活動していた。

## 使用機材
ソフト・マシーン時代にはギブソン社のSGモデルを使用していた。現在はビブラート・ユニットを搭載したセミアコースティックのヤマハを愛用しているようである。

## ディスコグラフィ

### ソロ・アルバム
- 『アッシュ』 - Ash (1994年)
- Chasing Shadows (2001年)
- I Didn't Know (2004年)
- Stitched Up (2008年) ※トリオ・ノースと連名
- In House - Live in London (2007年)
- Break Even (2008年)
- Alone! Live (2009年)
- Men of Wire (2010年)

### イカルス
- 『ザ・マーヴェル・ワールド・オブ・イカルス』 - The Marvel World of Icarus (1972年)

### ダリル・ウェイズ・ウルフ
- 『カニス・ループス』 - Canis Lupis (1973年)
- 『サチュレーション・ポイント(飽和点)』 - Saturation Point (1973年)
- 『群狼の夜の歌』 - Night Music (1974年)

### ソフト・マシーン
- 『ソフツ』 - Softs（1976年）
- 『アライヴ・アンド・ウェル（ライヴ・イン・パリ）』 - Alive & Well: Recorded in Paris（1978年） ※1977年7月収録
- 『ラバー・リフ』 - Rubber Riff（1994年） ※1976年・ジェンキンス作曲によるTV用録音
- 『ブリティッシュ・ツアー‘75』 - British Tour ´75（2005年） ※1975年10月収録
- 『ヒドゥン・ディテールズ -隠された真実-』 - Hidden Details（2018年）
- 『ライヴ・アット・ザ・ベイクドポテト2019』 - Live At The Baked Potato (2020年、Tonefloat) ※2019年2月収録

### セカンド・ヴィジョン
- 『ファースト・ステップス』 - First Steps (1980年)

### Sweet Chorus
- Sweet Chorus (1998年)
- Small Hotel (2009年)

### ソフト・マシーン・レガシー
- 『ライヴ・イン・ザーンダム2005』 - Live in Zaandam（2005年）
- 『ソフト・マシーン・レガシー』 - Soft Machine Legacy（2006年）
- 『スティーム』 - Steam（2007年）
- 『ライヴ・アドヴェンチャーズ 2010』 - Live Adventures（2010年）
- 『バーデン・オブ・プルーフ』 - Burden of Proof（2013年）

### コラボレーション・その他プロジェクト
- ユーディ・メニューイン&ステファン・グラッペリ  : 『ティー・フォー・トゥー』 - Tea for Two (1978年)
- ステファン・グラッペリ : Live at Carnegie Hall (1978年)
- ディディエ・ロックウッド : 『ニュー・ワールド』 - New World (1978年)
- ユーディ・メニューイン&ステファン・グラッペリ : 『鳥類譜』 - Strictly for Birds (1980年)
- ステファン・グラッペリ : 『アット・ザ・ワイナリー』 - At the Winery (1980年)
- Various Artists : 『シークレット・ポリスマンズ・コンサート』 - The Secret Policeman's Concert (1981年)
- ビッグ・ジュリス&ジョン・エサリッジ : 『ボヘミア』 - Bohem-ia (1988年)
- ディック・ヘクストール＝スミス : Uprising: Live 1990 (1990年)
- ジョン・アルトマン : Hear my song (1991年)
- ディック・ヘクストール＝スミス&ジョン・エサリッジ・グループ : Obsession Fees (1992年)
- Various Artists : 『紫のけむり (ジミ・ヘンドリックス・トリビュート)』 - Stone Free: A Tribute to Jimi Hendrix (1993年) ※ナイジェル・ケネディ「Fire」に参加
- アンディ・サマーズ&ジョン・エサリッジ : 『インビジブル・スレッズ - アンプラグド』 - Invisible Threads (1993年)
- エルトン・ディーン : Two's and Three's (1994年)
- ダニー・トンプソン : What-ever's Best (1995年)
- セオ・トラヴィス : Secret Island (1996年)
- ナイジェル・ケネディ : Kafka (1996年)
- ナイジェル・ケネディ : The Kennedy Experience - The Music of Jimi Hendrix (1998年)
- クリス・ギャリック : Different Strokes (1999年)
- イアン・モズレー&ベン・キャッスル : Postman Kind (2001年)
- ジョン・ウィリアムス : The Magic Box (2001年)
- クリス・ギャリック&ジョン・エサリッジ : At the Dimming of the Day (2006年)
- ジョン・ウィリアムス&ジョン・エサリッジ : Places Between: Live in Dublin (2006年)
- In House : Live in London (2007年)
- クリス・ギャリック&ジョン・エサリッジ : Men on Wire (2009年)
- クリス・ギャリック&ジョン・エサリッジ : When the World Stopped for Snow (2013年)
- ヴィマラ・ロウ&ジョン・エサリッジ : Out of the Sky (2016年)